# 세월따라 노래따라
세월따라 노래따라는 KBS 한민족방송(AM 972, 6015, 1170㎑)에서 방송되는 트로트 전문 라디오 프로그램이다. DJ는 원석현 아나운서이며, 본방송은 매일 새벽 4시부터 새벽 5시까지, KBS 3라디오(수도권 FM 104.9㎒, AM 1134㎑) 방송은 매일 새벽 1시부터 새벽 2시까지, 그리고 KBS 1라디오(전국, 수도권 기준 FM 97.3㎒, AM 711㎑) 방송은 매일 새벽 3시부터 새벽 4시까지이다. 단, 이 프로그램은 모두 전국방송이다.

## 역사
1997년 4월 7일에 첫방송을 시작했으며, KBS 한민족방송 생방송을 제외한 타 KBS 라디오 채널 본방송의 경우 2002년 4월 1일부터 2013년 4월 7일까지 KBS 해피FM에서 본방송을 했다가, 2014년 4월 7일부터 KBS 1라디오에서 본방송을 하고 있고, KBS 3라디오에서는 2000년 1월 1일 최초 개국과 함께 본방송을 개시해, 2003년 10월 20일에 본방송을 1차로 잠정 중단했다가, 2005년 5월 2일에 본방송을 1차로 다시 재개했으며, 이후 2010년 4월 19일에 본방송을 2차로 잠정 중단했다가, 2013년 10월 28일부터 본방송을 2차로 다시 재개했다.

## 요일별 코너
- (월) ~ (수) : 건강 상식&옛날 신문을 읽다
- (월) : 그때를 기억하십니까?
- (화) : 송명하의 옛노래 이야기
- (수) : 가요 인물 열전
- (목) : 지금은 트롯 시대
- (금) : 행복한 여행지도, 장유정의 정류장 - 장유정 (단국대학교 정책경영 대학원장)
- (토) : 사연과 신청곡
- (일) : 만나고 싶었습니다 〈일요 초대석〉

## 방송 시간
| 채널           | 주파수                                | 방송 시간                |
| -------------- | ------------------------------------- | ------------------------ |
| KBS 한민족방송 | AM 972㎑, AM 1170㎑                   | 매일 새벽 4시 ~ 새벽 5시 |
| KBS 제3라디오  | 수도권 FM 104.9㎒, AM 1134㎑          | 매일 새벽 1시 ~ 새벽 2시 |
| KBS 제1라디오  | 전국, 수도권 기준 FM 97.3㎒, AM 711㎑ | 매일 새벽 3시 ~ 새벽 4시 |

## 같이 보기
- KBS
- KBS 한민족방송
- KBS 제3라디오
- KBS 제1라디오